# Distrito de San Pedro de Chaná
San Pedro de Chaná es un distrito de la provincia peruana de Huari en el departamento de Ancash. Está ubicado en la Sierra oriental de Áncash, por el este limita con el distrito de Puños (Huánuco), por el oeste con el río Colca y los pueblos de Chupán y Jauyac ( que ladra en Runa Simi) (distrito de Huachis), por el norte con el pueblo de Conin (distrito de Pontó), y por el sur con el pueblo de Illahuasi (distrito de Puños – Huánuco).

## Historia
Chaná perteneció inicialmente al pueblo de Chupán, en el distrito de Huachis. Después fue reconocido como agrupamiento humano en categoría de pueblo, según Ley del 14 de octubre de 1901, a partir de es reconocimiento empezó a pertenecer en primer lugar al distrito de Uco, creado en la época de la independencia, luego perteneció al distrito de Pontó al 30 de septiembre de 1943.
El 10 de junio de 1955, mediante ley 12338, se creó el distrito de San Pedro de Chaná, con una superficie de 138,65 km², siendo su primer Alcalde Municipal, don Amadeo Chávez Cerna.
La denominación Chaná, provendría del vocablo Quechua que significa «llegar».

## Geografía
Se encuentra a 3,413 metros sobre el nivel del mar a 09º23´58” latitud Sur 77º00´29” latitud oeste.

## Economía
Debido al hecho de que el sistema de riego es muy poco empleado, los cultivos se dan una vez al año y esto hace que la producción en su mayoría sea de autoconsumo. Se cultivan tubérculos y granos, también se realiza la actividad de pastoreo.

## Capital
Su capital es la localidad de San Pedro de Chaná, pueblo mayoritariamente quechuahablante.

## Centros poblados
Los centros poblados y caseríos que conforman al distrito San Pedro de Chaná, son los siguientes:
1. Centro Poblado de Vichón.
2. Centro Poblado de Vistoso
3. Centro Poblado de Huancayoc
4. Caserío de Callo.
5. Caserío de Vista Alegre.
6. Caserío de Santa Rita
7. Caserío de Tacta (Actualmente casi sin población)
8. Santa Cruz de Pichiu (Sectores integrados por: Cashapata, Pucapuca, Centro Picchiu, Huishllac, Verde Cocha, Shillqui, entre otros).

## Autoridades

### Municipales
- 2023-2026 (Actual)[1]
  - Alcalde: Máximo Cabrera Meneses, del Partido Somos Perú.
  - Regidores: Lenin Wilmer Cerna Villajuan (SP), Alex Ruben Arellano Alcaraz (SP), Ana Clabia Ripalda Obregón (SP),Dorila Catalina Gargate Obregón (UPP), Ranón Neftali Obregón Ramirez (SP).

## Festividades

### Fiesta patronal San Pedro de Chaná
Es una fiesta tradicional que se celebra cada año con la participación masiva del pueblo. Los funcionarios hacen el cargo de acuerdo a su posibilidad; pero hay competencia de los cargontes en cuanto a los capilleros, hay 4 esquinas de capillas plantadas por los funcionarios. El 23 de junio empiezan el ingreso de los conjuntos, orquestas, bandas de músicos, etc. Y las capillas empiezan levantarse al día siguiente, por las 4 esquinas de la procesión costumbrista; luego siguen en el Armacuy que arman un escenario para poner los diferentes juguetes después del Alajacuy que lo llaman para llevar a las alhajas, de esta parte los adornan en las 4 esquinas de las capillas, hay esta costumbre donde en el momento de la procesión cuando llega el sacerdote pone el crucifico que lleva en la mano y le da él sahumerio como de costumbre.
Capillero de la Primera Esquina: Es la esquina que planta 4 capillas un palo mayor y así siguen según el tamaño. Adornan con banderas de rojo y blanco y cubren de telas de colores, y adornos de caña de azúcar, naranjas, manzanas y bayetas hecho con lana de oveja en mismo Chaná y los cubren para proteger con la alhaja y hay un encargado a cuidar de noche que lo llaman “capilla tapaj” cuidador de capitalla.
Segunda Esquina. Plantan 2 palos un palo mayor y el otro palo menor, el adorno de las capillas es igual no varía en nada, con los de la primera esquina.
Tercer Esquina. Igual como a la segunda esquina, con las mismas características dando el colorido con adornos y alhajas.
Cuarta y última Esquina. Es la última esquina donde queda frente a la Iglesia por el lado de la puerta grande donde permite el ingreso de las imágenes para luego culminar la misa. Aquí también plantan 2 capillas un palo mayor y palo menor.
Los Alferescos. Son las personas encargadas a pagar de la misa como también de dar la alimentación, las atenciones que requiere el sacerdote que realiza la misa porque hay varias misas durante esta fiesta del mes de junio, acá aprovechan al Bautizo de sus hijos, otros se casan, las confirmaciones, etc. El día 29 de junio que es el día central, de paso es el día de San Pedro. Chaná está llena de personas por lo que llegan de diferentes lugares Goma la visita de las residentes de Lima, los que residen en la Selva, otras partes de la Costa, los vecinos del pueblo, los comerciantes de Huaráz, Huari san Marcos, Huaytuna, Palca y otros. Es un mar de gente ese día y si es de la celebración con corpus cristi y San Pedro junto, los años que terminan en un número par, es peor la participación masiva de los propios y extraños, donde hay celebración del baile de los danzantes de corpus cristi de San Pedro de Chaná, los chaninos salen vestidos de su poncho, sombrero los lugareños y extrañas disfrutan de este baile. Tumacuy (fuerza Prestada) Las personas que ayudan al funcionario en los gastos o poniendo algo como ponen una capilla, carnero, una lata de alcohol, etc. Y así cuando el que puso hace la fiesta queda en deuda el ayudado y lo corresponde de igual forma. Como lo recibieron en el momento todo prestado. Si puso una banda de músicos cuando el otro hace también tiene que poner otra banda cuando hará la fiesta, todo es prestado.
Pishtacuy (degollamiento) este término se refiere a la parte que preparan la carne, aquí matan reces, carneros u otros animales como el cuchi pishtay (matar el chancho), Usha Pishtay (matar la oveja). Cuando antes decían pishtaj o pishtaco al que mataba Humanos en otro sentido.
Mutimicuy (Comer mote), En esta fiesta se refiere al maíz hecho mote; que lo sirven al público presente sin distinción para que pueden comer los asistentes a esta fiesta y los negros son los que disfrutan, haciendo bromas con las señoras, niños y las personas que están ebrios con el washco (licor) que han tomado, por lo que a los asistentes al baile le sirven los funcionarios.

### Danzantes del Corpus Christi de Chaná
Es un grupo de baile netamente guerrero, donde se observa la expresión cultural del poblador chanino y se celebra a cada dos años en el día del patrón del Distrito de San Pedro de Chaná; por tradición desde los años remotos, donde participan integrando los 12 danzantes de los cuales 2 son campeadores uno en cada lado, siempre van adelante con un disfraz elegante un chaleco de terno prendido con pañuelos en forma de triángulo, por la espalda una pañoleta de seda fina con coloridos resaltantes, con la monterrilla que le cubre la cabeza adornado de flores, hojas hecho de papel de Lustre, brillantes y adornos de espejos con figuras de estrellas, mascara negra con sus atuendos bordados, el paso al son de la caja y el pincullo integra un capitán y el tras capitán 4 guiadores y 4 negros todos lucen el cascabel tapado con botas bordados con flores y flecos, probablemente éste baile nace en defensa del territorio, en todo caso de la propiedad privada al momento de hacer la coreografía se ponen de dos filas donde se aprecia la igualdad del poder en ambos lados, es un baile netamente guerrero donde vislumbran el poderío de ambas filas, y los negros demuestran su expresión guerrera en el momento del campeache o llamado el Huiranacuy.
Aquí miden la fuerza de cada uno con el campeador del otro lado en forma rotativa y el negro aquí luce su tenacidad y su resistencia ante un eventual ataque contra su territorio, a veces es aventado al aire de ambos lados y con un sonido fuerte, el capitán, tras capitán y los guiadores se disfrazan de corona menos del tamaño que la monterrilla, las máscaras con el faz de una dama hermosa, y su debajo en forma de mandil adornada de espejos y bordados con hilo brillante en color de oro, y otros colores resaltantes llevan una espada y el pañuelo en la mano, pañoleta en la espalda y blusa bordado de colores resaltantes en el cuerpo.
Los negros se disfrazan de monterrillas grandes como los campeadores pero en la espalda llevan el pañolón negro, las máscaras negras con un gesto del luchador y el mazo grande en el brazo, y por el otro lado lleva un broquel hecho del tronco de las plantas resistentes al golpe, como también el campeador lleva en la otra mano el Broquel para medir la fuerza con el negro, como también defenderse de los guiadores y el capitán cuando se les enfrenta con la espada.